# Djilbab

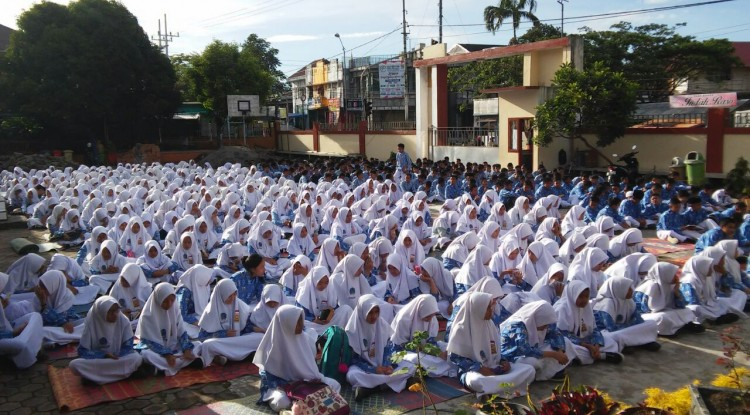
Femme en djilbab.

Le djilbab, ou jilbab (prononciation : /d͡ʒilbab/ ; en arabe : جلباب djilbâb /d͡ʒilba:b/) est aujourd'hui défini comme un vêtement féminin composé d'une longue robe prolongée par une sorte de capuche, le tout couvrant la tête et l'ensemble du corps à l'exception des pieds, des mains et du visage. Cet habit large et ample cache les formes de la femme.
Mansour Fahmy affirme que le « djilbab a été décrit avec une insuffisante précision par les commentateurs des traditions et par les scoliastes. »
Son port se retrouve dans certains pays où l’islam est la religion majoritaire, comme l'Indonésie ou l'Iran, où il est connu sous le nom de tchador.

## Influence de l'islam
À travers une interprétation du verset 59 de la sourate 33 du Coran, certains mouvements musulmans conservateurs, comme le salafisme,,,,, recommandent le port du djilbab par les femmes musulmanes.

« Ô Prophète! Dis à tes épouses, à tes filles, et aux femmes des croyants, de ramener sur elles leurs grands voiles : elles en seront plus vite reconnues et éviteront d'être offensées. Allah est Pardonneur et Miséricordieux. »

— Coran, Sourate 33, verset 59